# Eduardo Mendoza
Eduardo Mendoza (ur. 11 stycznia 1943) – hiszpański pisarz związany z Barceloną. Autor m.in. książek o damskim fryzjerze – detektywie amatorze: Sekret hiszpańskiej pensjonarki (1979), Oliwkowy labirynt (1982), Przygoda fryzjera damskiego (2002), Awantura o pieniądze albo życie (2012) i Tajemnica zaginionej ślicznotki (2016).

## Życiorys
Syn urzędnika podatkowego i gospodyni domowej. Wychował się w ekskluzywnej i centralnie usytuowanej dzielnicy Eixample. W latach 1950–1960 uczęszczał do szkoły religijnej marystów. W latach 1960–1965 studiował prawo. Spędził rok (1966/67) na stypendium w Londynie. Po studiach pracował jako adwokat i radca prawny. W latach 1973–1982 mieszkał w Nowym Jorku, gdzie pracował jako tłumacz dla ONZ. Był również w tym czasie tłumaczem Ronalda Reagana.
W latach 90. wykładał na Wydziale Tłumaczeń na Uniwersytecie Pompeu Fabry w Barcelonie.
Ma dwóch nastoletnich synów: Ferrana i Aleksandra.

## Twórczość
Zadebiutował w 1975 powieścią Prawda o sprawie Savolty, za którą rok później otrzymał nagrodę Premio de la Critica (nagroda krytyki). „Akcja powieści toczy się w Katalonii początku XX wieku, a historyczny obraz regionu, społeczne obserwacje i kryminalna intryga splatają się w spójną całość. Książka doskonale trafiła w historyczny moment. Kilka miesięcy po jej wydaniu zmarł Franco i Hiszpania rozpoczęła proces demokratycznej przemiany – nietypowa dla hiszpańskiej sceny proza Mendozy stała się symbolem politycznych i kulturowych zmian”.
W 1979 ukazała się jego druga powieść pt. Sekret hiszpańskiej pensjonarki, która zapoczątkowała serię o obłąkanym detektywie.
W 2010 otrzymał nagrodę Premio Planeta za powieść Walka kotów.
W 2016 został laureatem Nagrody Cervantesa
Cechami charakterystycznymi jego pisarstwa jest wyrazisty, ironiczny humor, postmodernistyczne podejście do materii literackiej i częste gry słowne. Publikuje głównie w języku hiszpańskim, choć napisał też sztukę Restauracio (1990) w języku katalońskim.

## Publikacje
- La verdad sobre el caso Savolta (1975, polskie wydania: Prawda o sprawie Savolty, tłum. Zofia Chądzyńska, PIW 1980; Znak 2009).
- El misterio de la cripta embrujada (1979, polskie wydania: Sekret hiszpańskiej pensjonarki, cz.1 cyklu: Anonimowy detektyw (w wydaniu hiszpańskim, w wydaniu polskim: Damski fryzjer), tłum. Marzena Chrobak, Znak 2004; 2006; 2009; Znak Literanova 2013).
- El laberinto de las aceitunas (1982, polskie wydania: Oliwkowy labirynt, cz.2 cyklu: Anonimowy detektyw (w wydaniu hiszpańskim, w wydaniu polskim: Damski fryzjer), tłum. Marzena Chrobak, Znak 2004; 2006; 2009; Znak Literanova 2013).
- La ciudad de los prodigios (1986, polskie wydanie: Miasto cudów, tłum. Anna Sawicka, Znak 2010).
- Nueva York (1986, esej).
- La isla inaudita (1989, polskie wydanie: Wyspa niesłychana, tłum. Tomasz Pindel, Znak Literanova 2011).
- Barcelona modernista (1989, esej).
- Restauración (1990, sztuka teatralna).
- Sin noticias de Gurb (1991, polskie wydania: Brak wiadomości od Gurba, tłum. Magdalena Tadel, Znak 2010; Znak Literanova 2012).
- El año del diluvio (1992, polskie wydania: Rok potopu, tłum. Zofia Wasitowa, Muza 1997; Niewinność zagubiona w deszczu, tłum. Zofia Wasitowa, Znak Literanova 2011).
- Una comedia ligera (1996, polskie wydania: Lekka komedia, tłum. Zofia Wasitowa, Muza 2000; Znak Literanova 2010).
- La aventura del tocador de señoras (2001, polskie wydania: Przygoda fryzjera damskiego, cz.3 cyklu: Anonimowy detektyw (w wydaniu hiszpańskim, w wydaniu polskim: Damski fryzjer), tłum. Marzena Chrobak, Znak 2003; 2004; 2009; Znak Literanova 2013).
- Baroja, la contradicción (2001, esej).
- El último trayecto de Horacio Dos (2002, polskie wydanie: Prześwietny raport kapitana Dosa, tłum. Magdalena Tadel, Znak Literanova 2012).
- Mauricio o las elecciones primarias (2006, polskie wydanie: Mauricio, czyli wybory, tłum. Marzena Chrobak, Znak 2008).
- ¿Quién se acuerda de Armando Palacio Valdés? (2007, esej).
- El asombroso viaje de Pomponio Flato (2008, polskie wydanie: Niezwykła podróż Pomponiusza Flatusa, tłum. Marzena Chrobak, Znak 2009).
- Gloria (2008, sztuka teatralna).
- Tres vidas de santos (2009, polskie wydanie: Trzy żywoty świętych, tłum. Marzena Chrobok, Znak Literanova 2011).
- Riña de gatos. Madrid 1936 (2010, polskie wydanie: Walka kotów, tłum. Marzena Chrobak, Znak Literanova 2012).
- El camino del cole (2011, ilustrowana książeczka dla dzieci).
- El enredo de la bolsa y la vida (2012, polskie wydanie: Awantura o pieniądze albo życie, cz.4 cyklu: Anonimowy detektyw (w wydaniu hiszpańskim, w wydaniu polskim: Damski fryzjer), tłum. Tomasz Pindel, Znak Literanova 2013).
- El secreto de la modelo extraviada (2015, polskie wydanie: Tajemnica zaginionej ślicznotki, cz.5 cyklu: Anonimowy detektyw (w wydaniu hiszpańskim, w wydaniu polskim: Damski fryzjer), tłum. Marzena Chrobak, Znak Literanova 2016).
- ¿Qué está pasando en Cataluña? (2017, esej, polskie wydanie: Co z tą Katalonią?, tłum. Karolina Jaszecka, Sonia Draga 2017)
- Teatro reunido (2017, zebrane sztuki teatralne)
- El rey recibe (2018, cz.1 trylogii: Las tres leyes del movimiento)
- El negociado del yin y el yang (2019, cz. 2 trylogii: Las tres leyes del movimiento)
- Transbordo en Moscú (2021, cz. 3 trylogii: Las tres leyes del movimiento)
- Por qué nos quisimos tanto (2019, esej autobiograficzny)
- Las barbas del profeta (2020, esej)